# Sanmao (écrivaine)
Pour les articles homonymes, voir Sanmao.
Sanmao (chinois : 三毛 ; pinyin : sān máo) est une écrivaine, romancière, traductrice, scénariste de Taïwan, née le 26 mars 1943 à Chongqing dans la province du Sichuan, en Chine continentale, alors République de Chine (1912-1949). 
Elle est connue pour son poème repris pour la chanson « Olivier » (橄榄树, gǎnlǎnshù), aussi pour ses ouvrages autobiographiques et des journaux de voyages, ainsi que ses proses libertines, tragiques, souvent mélancoliques. De son vrai nom Chen Ping (陳平), elle a deux pseudonymes son pseudonyme chinois (三毛) et translittéré de deux façons, Sanmao ou San-Mao et un pseudonyme occidental, Echo.
Après la Guerre sino-japonaise (1937-1945) sa famille déménage pour Nanjing, puis en 1949 (année de la prise de l'instauration de la République populaire de Chine sur le continent, alors qu'elle avait 6 ans, pour Taïwan, resté République de Chine. À partir de 1965, elle y a étudié la philosophie puis a commencé à étudier et voyager en Espagne, en Allemagne et aux États-Unis. En 1974 elle voyage au Sahara et en 1976 elle publie son premier ouvrage, le plus connu : Chroniques du Sahara (en) (撒哈拉的故事, Sāhālā de gùshi) où elle regroupe en 13 nouvelles sa vie au Sahara. Elle est scénariste du film Red Dust (滾滾紅塵) de Ho Yim, lequel a gagné le prix du meilleur film au « Golden Horse Film Festival and Awards » (« Festival du film et trophée du cheval d'or ») en 1990 à Taïwan.

## Nom
Ayant pour nom de naissance Chen Maoping (陈懋平), Sanmao ne savait pas écrire le caractère « Mao » (懋) quand elle était petite, elle écrivait donc souvent seulement « Ping » (平) comme son prénom. Plus tard, elle a changé son nom en Chen Ping (陈平). Au début de sa carrière, elle signait souvent les paroles de chansons et les peintures qu’elle a faites par « Echo », le prénom anglais qu’elle a choisi pour elle-même. D’après la description dans son œuvre La Saison des pluies ne revient plus (chinois : 《雨季不再来》 ; pinyin : yǔjì bù zàilái), Echo est le prénom anglais d’un professeur d’arts qu’elle admirait. Elle a commencé à utiliser son pseudonyme Sanmao pendant son séjour au Sahara, puisqu’elle se moquait qu’elle ne valait que « trois centimes ». Plus tard, elle a découvert avec surprise et bonheur que Sanmao est aussi le nom du personnage principal de la bande dessinée San Mao, le petit vagabond de Zhang Leping, qui portait 3 mèches sur la tête.

## Biographie

### Enfance et jeunesse
Née le 26 mars 1943 dans la ville de Chongqing, Sanmao provient d'une famille originaire de la ville de Dinghai de la province du Zhejiang. Son père Chen Siqing est avocat et sa mère s'appelle Liao Jinlan. D'après l'arbre généalogique de sa famille, ses ancêtres ont quitté le Henan pour le Zhejiang. Sanmao est le deuxième enfant de sa famille. Elle a une grande sœur et deux frères. Après la victoire de la Guerre Sino-japonaise, Sanmao déménage, avec ses parents, à Nankin. En raison de la défaite du Parti nationaliste dans la Guerre civile entre le Parti nationaliste et le Parti communiste chinois, sa famille part pour Taipei. Sanmao fait alors ses études à l'École primaire nationale de Zhongzheng avant d'entrer en 1954 à l'École secondaire des filles numéro 1 de Taipei (en)(台灣省立台北第一女子中學). Dès son enfance, elle aimait ramasser des objets que les autres ont jeté pour les manipuler. 
Diffamée et humiliée par le professeur de mathématique au lycée, Sanmao a un problème psychologique. Elle saute souvent les cours pour aller au cimetière ou à la bibliothèque afin de lire des romans et fini par cesser ses études. Après avoir quitté l’école, elle est envoyée à l’école américaine de Taipei par ses parents pour apprendre l’art floral, le piano, et la peinture chinoise. Comme elle aime lire, son père lui apprend à réciter des poèmes des dynasties Tang et Song et à lire l'anthologie en chinois classique Guwen Guanzhi (en), ainsi que des romans en anglais.

### Initiation aux arts et à la littérature
Pendant la période où Sanmao s’enfermait à la maison, elle a commencé à apprendre à peindre auprès du peintre Gu Fusheng (顧福生) qui était la seule personne avec qui Sanmao communiquait mis à part ses parents. N’étant pas un éducateur, Gu Fusheng encourageait Sanmao à se développer dans le domaine littéraire. Il lui recommande des magazines telles que Bihui (《筆匯》) et Littérature moderne (《現代文學》) ainsi que des œuvres littéraires de Baudelaire, Zola, Camus, etc. et lui fait connaître le monde littéraire taïwanais de l’époque. En décembre 1962, l’article « Doute » de Sanmao est publié dans le numéro 15 de Littérature moderne, dont le rédacteur en chef est alors Bai Xianyong, grâce à la recommandation de Gu Fusheng, ce qui a beaucoup encouragé Sanmao. Puis, Sanmao commence à envoyer des articles à des journaux et magazines. Son article « Rivière de lune » (《月河》- Yuehe) a été publié en 1963 dans Magazine Huangguan (《皇冠雜誌》, huángguān zázhì). 

### Études à l’Université de culture chinoise de Taipei
En 1964, Chen Xiumei, amie de Sanmao, encourage Sanmao à demander à Zhang Qiyun, président de l’Université de culture chinoise, d’assister aux cours de l’université. Ayant obtenu l’autorisation de Zhang Qiyun, Sanmao assiste aux cours, au sein du département de philosophie. Bien que n'ayant pas obtenue de diplôme au lycée, Sanmao obtient des notes brillantes. Hu Pinqing, professeur de l’Université de culture chinoise de Taipei, publie une lettre à destination de Sanmao sur Huangguan et dans le supplément de United Daily News (en). L’impression qu’a laissé Sanmao chez Hu Pinqing est « une fille difficile à comprendre, hors du commun, surréaliste et étrange ressemblant à un énigme. » En 1967, un mois après son départ à l’étranger.

### Études en Espagne, en Allemagne et aux États-Unis
En 1967, Sanmao part étudier en Espagne. Après avoir appris l'espagnol pendant six mois, elle est entrée à l'Institut des lettres et de philosophie de l'Université de Madrid. Lors de son séjour en Espagne, elle a rencontré José María Quero Y Ruíz (He Xi) qui était encore en terminale. Par la suite, elle a étudié à l’Institut Goethe en Allemagne et à l’Université de l'Illinois à Chicago aux États-Unis. Elle a saisi l'occasion de faire des petits boulots afin de gagner de l'argent quand elle faisait ses études à l'étranger. Elle a été guide touristique en Espagne, mannequin pour un magasin de parfum en Allemagne, bibliothécaire aux États-Unis, etc. Elle a voyagé en Allemagne de l'est, en Pologne, en Yougoslavie, en République Tchèque et au Danemark, etc. Elle est retournée à Taiwan en 1971 et a commencé à enseigner l'allemand et la philosophie à l'Institut de la culture chinoise avec l'invitation de Zhang Qiyun. 

### Séjour au Sahara avec He Xi
En 1972, après avoir subi plusieurs échecs amoureux et un mariage annulé après le décès de son compagnon, Sanmao est repartie en Espagne où elle a retrouvé He Xi. À ce moment-là, diplômé de licence, He Xi a accompli son service militaire et a passé son brevet de plongée sous-marine. À l’origine, He Xi a planifié d’aller voyager en bateau à voiles et plonger au bord de la Méditerranée en Grèce avec ses amis et a invité Sanmao pour y aller ensemble en tant que cuisinière. Mais Sanmao a un amour particulier pour le désert du Sahara : “J’ai lu par hasard un numéro du magazine de géographie nationale des États-Unis qui a présenté le désert de Sahara. Je ne l’ai lu qu’une seule fois. J’ai eu une nostalgie appartenant à la mémoire de la vie précédente que je n’arrive pas à expliquer. Étrangement, je me donne donc sans réserve à ce terrain inconnu.“
Par la suite, He Xi n’est pas parti en Grèce mais a trouvé un travail dans une phosphatière sans le Sahara espagnol. En 1974, Sanmao s’est mariée avec He Xi à Laâyoune, une ville du Sahara occidental. Le cadeau de mariage de He Xi est un crâne d’un dromadaire qu’il avait trouvé dans le désert. Sanmao aime bien ce cadeau et l’a gardé depuis toujours.
Après que Hexi a commencé à travailler, Sanmao s’enfermait à la maison. Il faisait chaud et Sanmao se sentait solitaire. À la suite de l’invitation de Ping Xintao, rédacteur en chef de Supplément du United Daily News de Taiwan, Sanmao a commencé à écrire des articles basés sur sa vie et ses découvertes dans le désert du Sahara sous le nom de plume "Sanmao". Le 6 octobre 1974, son article intitulé « Restaurant chinois » a été publié sur Supplément du United Daily News et a suscité un engouement auprès d’un grand nombre de lecteurs. Après, ses articles marqués par l’exotisme ont été publiés l’un après l’autre dans ce journal, ce qui a donné lieu à la publication de ses livres Chroniques du Sahara regroupant 13 nouvelles, Mémoires d'un épouvantail et Les Lamentations du chameau, etc.

### Mort de He Xi
En novembre 1975, le Maroc a organisé la Marche verte où 350 000 bénévoles sont entrés dans le Sahara espagnol. L’Espagne est retirée du Sahara espagnol en février 1976. Finalement, Sanmao et He Xi ont aussi quitté le Sahara espagnol pour les îles Canaries. Ils ont séjourné à la Grande Canarie et à Ténériffe. Le 30 septembre 1979, jour de la Fête de la mi-automne, He Xi est mort lors d’une plongée à la Palmal, ce qui consiste en un troisième malheur amoureux pour Sanmao. Avec l’aide de ses parents, Sanmao est retournée à Taiwan pour habiter à court terme et est repartie aux îles Canaries, ne pouvant pas sortir de la douleur.

### Les dernières années de sa vie
En novembre 1981, financée par United Daily News de Taipei, Sanmao est partie en voyage pendant six mois dans 12 pays de l’Amérique centrale et du sud et rédigeait des articles d’après son voyage. En mai 1982, Sanmao est retournée à Taipei et a fait des discours itinérants sur son voyage et a publié le livre Marcher à travers le monde (《万水千山走遍》- Wanshuiqianshan zoubian).
De 1982 à 1984, Sanmao enseignait “Conception et rédaction de romans” et “Rédaction de proses” qui plaisaient beaucoup aux étudiants à l’Université de Taiwan et l’Université de la culture chinoise. En 1984, elle a démissionné à cause d’un problème de santé et est allée aux États-Unis afin de guérir de son cancer d'utérus. Durant cette période, elle gagnait sa vie par l’écriture et des conférences. En 1985, elle a eu des problèmes de mémoire et de nerf. Ses livres audio Sanmao raconte des histoires (《三毛说书》) et Pluie des étoiles filantes (《流星雨》) ont été respectivement publiés en mars et en juillet 1987.  
Elle est décédée dans la nuit du 3 au 4 janvier 1991 à Taipei Veterans General Hospital. Sa mort tragique par pendaison est considérée comme un suicide, bien que des rumeurs l'aient attribuée à un meurtre.

## Commémoration
Un mémorial lui a été consacré à Dan Shan, le village de son père.
Du 4 janvier au 30 janvier 2011, la maison d’édition Huangguan a organisé au Centre culturel et artistique Huangguan à Taipei Olivier dans le rêve, une exposition spéciale dédiée à Sanmao pour commémorer sa mort depuis 20 ans. Les objets exposés sont des collections personnelles de Sanmao, ses brouillons, ses œuvres de calligraphie et de peinture, ses photos et ses objets personnels. Cette exposition était ensuite exposée à  National Museum of Taiwan Literature à Tainan en mars 2011.
En 2018, Qi Yu et Pan Yueyun avec qui Sanmao avait collaboré ont obtenu le soutien de la compagnie Rock Records & Tapes (滚石唱片 - Gunshi changpian) et ont organisé le 9 juin un concert de commémoration de Sanmao intitulé Echo à Taipei. 
Le 8 mars 2019, Journée internationale des femmes, la phrase connue de Sanmao "Une personne doit avoir au moins un rêve et un motif pour être forte” est apparue sur Google Doodle. Le 26 mars de la même année, Google a changé en un graffiti pour commémorer l’anniversaire des 76 ans de Sanmao.

## Sanmao: autrice d'une littérature dégageant des idées féministes
Sanmao s’impose comme une des rares autrices contemporaines en Chine marquée par l'errance. D’après ses propres mots, elle “est toujours en train de vagabonder”.
Sa conscience féministe est reflétée par ses œuvres littéraires. En Chine, influencée par une culture patriarcale qui a duré quelque mille ans, la vie des femmes chinoises a toujours été limitée dans un mode prédéfini : mariage et procréation, éducation des enfants, s’occuper et respecter ses parents, tenir le ménage avec diligence et économie.

### Contexte de création: vague de la nouvelle littérature féminine
Les mouvements féministes des années 1970 ont réveillé la conscience féminine des écrivains, ce qui conduit à la création de la vague de la nouvelle littérature féminine dans le monde littéraire taïwanais dans les années 1980. Le féminisme dans la littérature est manifesté par la recherche de la famille et de l’amour, sans parler de la politique et de la guerre. Bien que les œuvres de Sanmao soient rédigées à l’étranger, elles ont aussi été influencées par cette vague. Comme l’environnement diplomatique était encore relativement fermé avant les années 1980, les lecteurs n’étaient pas très au courant du monde extérieur. Ainsi, les expériences de vie de Sanmao à l’étranger ont attiré de nombreux lecteurs qui souhaitaient sortir de leur trajectoire de vie et vivre une nouvelle expérience.

### Construction d'un personnage “femme moderne”
Le personnage de Sanmao est une nouvelle tentative de la littérature. Ses livres ressemblent à des lettres écrites à sa famille qui racontent  son errance à l'étranger, son amour, sa vie quotidienne et son aventure spéciale, ce qui a changé notre impression traditionnelle des femmes dans la littérature.  Le concept de l’union ouvert dans ses œuvres souligne que les femmes et les hommes doivent se respecter. Elle soutient la liberté et l’indépendance des femmes, mais non l’idée de créer une société de matriarcat.
Sanmao est une femme indépendante qui possède une forte conscience de soi et qui ose remettre en question la tradition, ce qui explique ses efforts faits pour changer la situation actuelle et son choix de partir loin. Les expériences qu’elle a vécues, l’interruption de ses études, la mort de son mari, la solitude du voyage dans le monde, ne l’ont pas détruite, mais l’ont rendue plus résistante.
Elle n’a pas abandonné sa recherche du soi après le mariage. Elle a écrit dans « Restaurant dans le désert » (沙漠中的飯店 - Shamozhong de fandian) : “Je ne suis pas partisane des mouvements de libération des femmes. Mais je ne veux vraiment pas perdre la personnalité indépendante et la liberté du cœur. C'est pourquoi j'insiste encore dans ma manière d'agir après le mariage, sinon je ne me marie pas.” Sa vie errante correspond à ce qu’elle a écrit ici. Elle s'intègre à la vie locale et est une femme au foyer le jour. Mais chaque soir, elle devient une autrice qui écrit.
Dans les œuvres de Sanmao, nous pouvons voir par ailleurs l’attention qu’elle a accordée à la vie des femmes. Dans l’épisode « Nouvelle mariée d’enfance » (娃娃新娘 - Wawa xinniang) des Chroniques du Sahara, elle décrit une tradition locale consistant à marier les filles dès l'âge de 10 ans. En outre, son séjour dans le Sahara lui permit de ressentir la position inférieure des femmes qui doivent porter un voile à l’extérieur de la maison et ne peuvent participer aux cérémonies importantes. Elle dénonce sévèrement cette tradition dans un article tout en se sentant impuissante face à cette situation. Elle partageait ses connaissances en éducation sexuelle avec les filles. Elle fonda une école gratuite pour apprendre à des femmes illettrées des choses nécessaires à la vie quotidienne telles que compter.   
Chroniques du Sahara  témoigne de ses réflexions sur le féminisme, alors que Red dust rend justice au sort misérable des femmes chinoises dans la société traditionnelle.

## Œuvres
La vogue de Sanmao correspond principalement à la période s’étalant du début des années 1980 jusqu’à la fin de années 1990. Ses œuvres furent beaucoup vendues durant cette période. Le décès de Sanmao en 1991 lança une deuxième vague d’édition et de vente de ses œuvres.
Le monde littéraire diverge sur la catégorie à donner aux œuvres de Sanmao. Sanmao affirme qu’il s’agit d’écrits autobiographiques. Certains les classent en roman ou en carnet de voyage, d’autres vont jusqu’à les qualifier de prose. 

### Articles publiés
- « Huo »《惑》(« Confusion »), dans Xiandai wenxue《現代文學》(Littérature moderne), n°15, décembre 1962.
- « Yuehe »《月河》(« Rivière de lune » ), dans Huangguan《皇冠》(La Couronne), volume 19, n°6, 1963.
- « Jile niao »《极乐鸟》(« Oiseau heureux » ), dans Weixin xinwenbao《徵信新闻报》 (Journal de lettres et de nouvelle), le 26 janvier 1966.
- « Yuji buzai lai »《雨季不再来》(« La Saison de pluie ne revient plus »), dans Chuban yuekan《出版月刊》(Édition mensuelle), n° 16, septembre 1966.
- « Quilian »《秋恋》(« L’Amour d’automne »), dans Zhongyan ribao 《中央日报》(Journal central), janvier 1967.
- « Yige xingqiyi de zaochen »《一个星期一的早晨》(« Un lundi matin »), dans Chuban yuekan《出版月刊》(Édition mensuelle, n° 22, mars 1967.
- « Andongni, wode andongni »《安东尼·我的安东尼》'(« Antony, mon Antony »), dans Youshi wenyi《幼狮文艺》(Arts et culture des lionceaux), n° 4, juin 1967.

### Livres édités
- "Sahala de gushi"《撒哈拉的故事》(Chroniques de Sahara), Huangguan 皇冠 (Edition La Couronne), Taipei, 1976.
- "Yuji buzai lai"《雨季不再來》(La Saison de pluie ne revient plus), Huangguan 皇冠 (Edition La Couronne), Taipei, 1976.
- "Daocaoren shouji"《稻草人手記》(Mémoires d'un épouvantail), Huangguan 皇冠 (Edition La Couronne), Taipei, 1977.
- "Kuqi de luotuo"《哭泣的駱駝》(Les Lamentations du chameau), Huangguan 皇冠 (Edition La Couronne), Taipei, 1977.
- "Wenrou de ye"《溫柔的夜》(Une nuit douce), Huangguan 皇冠 (Edition La Couronne), Taipei, 1979.
- "Beiying"《背影》(Une figure vue de dos), Huangguan 皇冠 (Edition La Couronne), Taipei, 1981.
- "Mengli hualuo zhiduoshao"《夢裡花落知多少》(Qui sait combien de fleurs ont dû tomber pendant le rêve), Huangguan 皇冠 (Edition La Couronne), Taipei, 1981.
- "Wanshuiqianshan zoubian"《萬水千山走遍》(Marcher à travers le monde), Lianhe baoshe 聯合報社 Journal d’Union, Taipei, 1982.
- "Songni yipi ma"《送你一匹馬》(On t’offre un cheval), Huangguan 皇冠 (Edition La Couronne), Taipei, 1983.
- "Qingcheng"《傾城》(Ville renversée), Huangguan 皇冠 (Edition La Couronne), Taipei, 1985.
- "Tanxin"《談心》(Conversation intime), Huangguan 皇冠 (Edition La Couronne), Taipei, 1985.
- "Suixiang"《隨想》(Au gré des pensées), Huangguan 皇冠 (Edition La Couronne), Taipei, 1985.
- "Wode baobei"《我的寶貝》(Mon chouchou), Huangguan 皇冠 (Edition La Couronne), Taipei, 1987.
- "Naoxue ji"《鬧學記》(Désordre à l'école), Huangguan 皇冠 (Edition La Couronne), Taipei, 1988.
- "Gungun hongchen"《滾滾紅塵》(Poussière rouge), Huangguan 皇冠 (Edition La Couronne), Taipei, 1990.
- "Qinaide Sanmao"《親愛的三毛》(Chère Sanmao), Huangguan 皇冠 (Edition La Couronne), Taipei, 1991[13].
- "Wode kuaile tiantang"《我的快樂天堂》(Mon paradie heureux), 1re édition en janvier 1993.
- "Gaoyuan de baihehua"《高原的百合花》(Lys du plateau), Huangguan, Taipei, 1993[13].
- "Wode linghun qizai zhibei shang"《我的靈魂騎在紙背上》(Mon âme sur le dos du papier), 1re édition en janvier 2001.

### Proses
- "Xiegei 'leixiao sannian' de shaonian"《寫給「淚笑三年」的少年》(Au 'trois ans de larme et de sourire' de l'adolescence), Taipei, juin 1985[13].
- "Nimen weishenme dawo"《你們為什麼打我》(Pourquoi vous me tapez), le 25 mai 1988.
- ”Dushu yu lianai"《讀書與戀愛》(Eudes et Amour), dans Dangwo ershi《當我20》Quand j'ai 20 ans，Edition La Couronne, Taipei, août 1988.
- ”Huanxi"《歡喜》(Joie et bonheur), avril 1989.
- ”Gei Chai Ling de yifeng xin - piaobo de lu zenme zou”《給柴玲的一封信 ― 漂泊的路怎麼走》(Une lettre à CHAI Ling : Comment mener une vie d’errance), dans Lianhe bao - lianhe fukan《聯合報‧聯合副刊》Journal d'Union - Supplément d'Union, le 7 avril 1990.

### Livres audio
- "Sanmao shuoshu"《三毛說書》(Sanmao raconte des histoires), 1re édition en mars 1987.
- "Liuxing yu"《流星雨》(Pluie des étoiles filantes), 1re édition en juillet 1987.
- "Yuedu dadi"《閱讀大地》(Terre de lecture), 1re édition en juillet 1989.

### Traduction
- "Wawa kan tianxia (yi)"《娃娃看天下（一）》(Mafalda - 1er tome), 1re édition en février 1980, traduit de l'espagnol.
- "Wawa kan tianxia (er)"《娃娃看天下（二）》(Mafalda - 2e tome) (Bande dessinée), 1re édition en février 1980, traduit de l'espagnol.
- "Lanyu zhige"《蘭嶼之歌》(Song of Orchid Island), Père Ding Songqing 丁松青神父 (Fr. Barry Martinson), 1re édition de l'œuvre originale en juin 1982, traduit de l'anglais.
- "Qingquan gushi"《清泉故事》 (Stories in Qingquan), Père Ding Songqing 丁松青神父（Fr. Barry Martinson, 1re édition de l'œuvre originale en mars 1984, traduit de l'anglais.
- "Shana shiguang"《剎那時光》(Le Temps d'un instant), Père Ding Songqing 丁松青神父 (Fr. Barry Martinson), 1re édition de l'œuvre originale en janvier 1986, traduit de l'anglais.

### Paroles de chanson
- Album : Echo - œuvres de Sanmao numéro 15 回声 三毛作品第15号
- "Buyao gaobie"《不要告別》(Ne pas dire au revoir), composé par Yiqing (Li Taixiang) 奕青（李泰祥）曲
- "Yitiao riguang de dadao"《一條日光的大道》(Un boulevard des rayons de soleil), composé par Li Taixiang 李泰祥曲
- "Ganlanshu"《橄欖樹》(Olivier), composé par Li Taixiang 李泰祥曲
- "Guiwai"《軌外》(Hors chemin), composé par Li Taiming, 李泰銘曲, arrangé par Chen Zhiyuan 陳志遠編曲
- "Mi"《迷》(Enigme), composé par Wong Xiaoliang 翁孝良曲, arrangé par Chen Zhiyuan 陳志遠編曲
- "Jinsheng"《今生》(Cette vie) / "Qidianzhong"《七点钟》(7 heures), composé par Li Zongsheng 李宗盛曲, arrangé par Chen Zhiyuan 陳志遠編曲, chanté par Qi Yu 齊豫唱
- "Fei"《飛》(Voler), composé par Li Zongsheng 李宗盛曲, arrangé par Chen Zhiyuan 陳志遠編曲, chanté par Pan Yueyun 潘越雲唱
- "Xiaomeng hudie"《晓梦蝴蝶》(Rêve et Papillon), composé et arrangé par Chen Zhiyuan 陈志远曲/編曲, chanté par Pan Yueyun 潘越雲唱
- "Shamo"《沙漠》(Désert), composé et arrangé par Li Taixiang 李泰祥曲/編曲, chanté par Qi Yu 齊豫唱, narration par Sanmao 三毛旁白
- "Jinshi"《今世》(Cette vie), composé et arrangé par Li Taixiang 李泰祥曲/編曲, chanté par Qi Yu 齊豫唱
- "Shuang"《孀》(Veuve), composé et arrangé par Chen Yang 陈揚曲/編曲, chanté par Qi Yu 齊豫唱, narration par Sanmao 三毛旁白
- "Shuogei ziji ting"《说给自己听》(Dire à soi-même), composé par Li Taiming 李泰銘曲, arrangé par Chen Zhiyuan 陳志遠編曲, chanté par Pan Yueyun et Qi Yu 潘越雲、齊豫唱
- "Yuanfang"《遠方》(Endroit lointain), composé par Wang Xinlian 王新莲曲, arrangé par Chen Zhiyuan 陳志遠編曲, Chanté par Pan Yueyun 潘越雲唱, narration par Sanmao 三毛旁白
- "Mengtian"《梦田》(Champ de rêves), composé par Wong Xiaoliang 翁孝良曲, arrangé par Chen Zhiyuan 陳志遠編曲
- "Jiaru haiyou laisheng"《假如還有來生》(S'il y a encore une vie prochaine)
- "Zuo yige baifenzhibai de nuren"《做一個百分之百的女人》(Être une femme à cent pour cent)
- "Mengli fengjing"《夢裡風景》(Paysage dans le rêve)
- "Duihua"《對話》(Dialogue)

## Critiques

### Bai Xianyong
« Sanmao a créé un monde romantique de couleurs magnifiques rempli de légendes dans lequel il existe des histoires d’amour rebondissantes, des atmosphères exotiques et fascinantes; le voyage au désert d’Afrique, l’aventure dans des forêts primordiales de l’Amérique latine – ces expériences de la vie que les gens ordinaires n’arrivent pas à avoir rendent Sanmao une idole de la jeunesse de Taïwan et de Chine continentale. » 

### Yang Zhao
« Le Sahara et les Îles Canaries qu’a écrit Sanmao sont totalement des histoires légendaires… Sanmao a créé pour ses lecteurs un bonheur fantastique et réel… Elle est devenue un symbole taïwanais du bonheur et du rêve. Son existence n’a pas seulement aidé Sanmao a surmonter ses souffrances mais aussi celle de toute l'Île de Taïwan. Quand elle a écrit des articles en tant que Sanmao, elle était toujours optimiste, osée, intelligente, sympathique et sensible... Mais quand elle mettait son stylo de côté, l’autre Sanmao, triste, n’a pourtant pas pu être vraiment éliminée. »

### Mao Chen
« Elle a l’habitude d’écrire à la première personne. Son style magnifique donne l’impression aux lecteurs de vivre dans son histoire. Bien qu’elle ait vécu une vie remplie de douleurs, comme la plupart des gens normaux, Chroniques du Sahara qu’elle a écrit, a impressionné les lecteurs. Sanmao est une personne qui réussit à décrire le bonheur. »

### Yan Lizhu
« Dans le domaine culturel, de l'époque où on résistait au Parti communiste chinois et à la Russie, la nostalgie de l'ancien temps et du pays natal au courant de pensée de modernisme venant de l'Occident, il existe une fracture dans la culture taïwanaise. Quand on regarde la société taïwanaise après les années 1970, les environnements globaux (dilemme diplomatique, question politique à Taïwan, question de la liberté d'expression…) et individuel (pression des études, fossé de génération entre les parents et leurs enfants…) consistent tous en une pression pour les adolescents de l'époque. Ainsi, quand ils voient Sanmao qui peut vagabonder jusqu'au désert selon ses envies, ils ont l'impression qu'elle a réalisé leur rêve qu'ils n'osent pas agir à leur place. C'est pourquoi ils prennent Sanmao comme leur idole. »

### Zhang Leping
« Son optimisme, son entêté, son envie pour le succès, sa générosité, sa sensibilité et son sens de justice et un certain enfantillage qui apparaît parfois, ressemblent un peu au Sanmao (personnage de BD) sous mon stylo. »